# Mbay (langue)
Pour les articles homonymes, voir Mbay.
Le mbay (ou mbay de Moïssala) est une langue nilo-saharienne de la branche des langues soudaniques centrales parlée dans le Sud du Tchad, dans la préfecture du Moyen-Chari.
La langue est également parlée en République centrafricaine.

## Classification
Le mbay est une langue nilo-saharienne classée dans le sous-groupe bongo-bagirmi, rattaché aux langues soudaniques centrales.

## Phonologie
Les tableaux présentent les voyelles et les consonnes du mbay.

### Voyelles
|         | Antérieure          | Centrale            | Postérieure         |
| ------- | ------------------- | ------------------- | ------------------- |
| Fermée  | i [i] iː [iː] i [ĩ] |                     | u [u] uː [uː] u [ũ] |
| Moyenne | e [e] eː [eː] e [ẽ] |                     | o [o] oː [oː] o [õ] |
| Ouverte |                     | a [a] aː [aː] a [ã] | ɔ [ɔ] ɔː [ɔː]       |

### Consonnes
|              |           | Labiales | Alvéolaires | Rétrofl. | Latérales | Dorsales | Dorsales | Glottales |
| ------------ | --------- | -------- | ----------- | -------- | --------- | -------- | -------- | --------- |
| Palatales    | Vélaires  | Labiales | Alvéolaires | Rétrofl. | Latérales |          |          | Glottales |
| Occlusives   | Sourde    | p [p]    | t [t]       |          |           |          | k [k]    |           |
| Occlusives   | Sonore    | b [b]    | d [d]       |          |           |          | g [g]    |           |
| Occlusives   | Implosive | ɓ [ɓ]    | ɗ [ɗ]       |          |           |          |          |           |
| Occlusives   | Prénasale | mb [m͡b]  | nd [n͡d]     |          |           |          | ŋg [ŋ͡g]  |           |
| Fricative    | Fricative |          | s [s]       |          |           |          |          | h [h]     |
| Affriquée    | Sonore    |          |             |          |           | j [d͡ʒ]   |          |           |
| Affriquée    | Prénasale |          |             |          |           | nj [n͡dʒ] |          |           |
| Nasale       | Nasale    | m [m]    | n [n]       |          |           |          | ŋ [ŋ]    |           |
| liquide      |           |          |             | r [ɽ]    | l [l]     |          |          |           |
| liquide      | Nasale    |          |             | r̃ [ɽ̃]    |           |          |          |           |
| Semi-voyelle |           | w [w]    |             |          |           | y [j]    |          |           |
| Semi-voyelle | Nasale    |          |             |          |           | ỹ [ỹ]    |          |           |

### Unelangue tonale
Le mbay compte trois tons, haut, moyen et bas:
| Ton   | Exemple | Traduction     |
| ----- | ------- | -------------- |
| haut  | mbó     | sourd-muet     |
| moyen | mbō     | zone inondable |
| bas   | kàsə̀    | roux           |

Six tons supplémentaires sont modulés, c'est-à-dire, combinés entre les trois tons:
| Ton        | Exemple | Traduction       |
| ---------- | ------- | ---------------- |
| haut-moyen | káà     | corbeau          |
| haut-bas   | làléè   | formule de salut |
| moyen-bas  | ŋgàáɽ   | chef             |
| moyen-haut | jōó     | deux             |
| bas-moyen  | òō      | il voit          |
| bas-haut   | bùú     | brouillard       |

## Sources
- Jean-Pierre Caprile, « Quelques problèmes de phonologie en mbay de Moïssala », dans Jean-Pierre Caprile, Études phonologiques tchadiennes, Paris, SELAF, 1977 (ISBN 2-85297-019-8)